# Jiaotang, Jiangxi
Jiaotang är en köpinghuvudort i Kina. Den ligger i provinsen Jiangxi, i den sydöstra delen av landet, omkring 70 kilometer norr om provinshuvudstaden Nanchang. Antalet invånare är 20 631. Befolkningen består av 9 853 kvinnor och 10 778 män. Barn under 15 år utgör 25,0 %, vuxna 15-64 år 67 %, och äldre över 65 år 6,0 %.
Runt Jiaotang är det tätbefolkat, med 286 invånare per kvadratkilometer. Närmaste större samhälle är Puting, 16,3 km väster om Jiaotang. Trakten runt Jiaotang består till största delen av jordbruksmark.
Genomsnittlig årsnederbörd är 2 141 millimeter. Den regnigaste månaden är maj, med i genomsnitt 334 mm nederbörd, och den torraste är januari, med 59 mm nederbörd.